# Euxoa divulsa
Euxoa divulsa là một loài bướm đêm trong họ Noctuidae.